# 乌利特卡河
乌利特卡河（俄语：Улитка река）或库尔图河（俄语：Култуха река）是滨海边疆区的河流，长92公里，流域面积1030平方公里，在距阿尔钦河口13公里处右侧注入阿尔钦河。落差556米，最宽30米，最深1.5米。流域内唯一的定居点是斯韦特洛格里村。

## 引用
1. ↑  . primpogoda.ru.   [2018-12-18]. （原始内容存档于2023-10-05） （俄语）.